# Hóa học lượng tử
Hóa học lượng tử, còn gọi là hóa lượng tử, là một ngành khoa học ứng dụng cơ học lượng tử để giải quyết các vấn đề của hóa học. Các ứng dụng có thể là miêu tả tính chất điện của các nguyên tử và phân tử liên quan đến các phản ứng hóa học giữa chúng. Hóa lượng tử nằm ở ranh giới giữa hóa học và vật lý do nhiều nhà khoa học thuộc hai lĩnh vực này phát triển.
Nền tảng của hóa lượng tử là mô hình sóng về nguyên tử, coi nguyên tử được tạo thành từ một hạt nhân mang điện tích dương và các điện tử quay xung quanh. Tuy nhiên, không giống như mô hình nguyên tử của Bohr, các điện tử trong mô hình sóng là các đám mây điện tử chuyển động trên các quỹ đạo và vị trí của chúng được đặc trưng bởi một phân bố xác suất chứ không phải là một điểm rời rạc. Để biết được phân bố xác suất, người ta phải giải phương trình Schrödinger. Điểm mạnh của mô hình này là nó tiên đoán được các dãy nguyên tố có tính chất tương tự nhau về mặt hóa học trong bảng tuần hoàn các nguyên tố hóa học. Mặt khác, theo nguyên lý bất định, vị trí và năng lượng của các hạt này lại không thể xác định chính xác cùng một lúc được.
Mặc dù cơ sở toán học của hóa lượng tử là phương trình Schrödinger, nhưng đa số mọi người chấp nhận rằng tính toán chính xác đầu tiên trong hóa lượng tử là do hai nhà khoa học người Đức là Walter Heitler và Fritz London tiến hành đối với phân tử hydro (H2) vào năm 1927. Phương pháp của Heitler và London được nhà hóa học người Mỹ là John C. Slater và Linus Pauling phát triển và trở thành phương pháp liên kết hóa trị (còn gọi là phương pháp Heitler-London-Slater-Pauling). Trong phương pháp này, người ta quan tâm đến các tương tác cặp giữa các nguyên tử và do đó, có liên hệ mật thiết với hiểu biết của các nhà hóa học cổ điển về liên kết hóa học giữa các nguyên tử.
Một phương pháp khác được Friedrich Hund và Robert S. Mulliken phát triển, trong đó, các điện tử được miêu tả bằng các hàm sóng bất định xứ trên toàn bộ phân tử. Phương pháp Hund-Mulliken còn được gọi là phương pháp quỹ đạo phân tử khó hình dung đối với các nhà hóa học nhưng lại hiệu quả hơn trong việc tiên đoán các tính chất so với phương pháp liên kết hóa trị. Phương pháp này chỉ được dễ hình dung khi có sự giúp đỡ của máy tính vào những năm gần đây.